# لیزا هان
لیزا هان (آلمانی: Lisa Hahn؛ زادهٔ ۲۳ سپتامبر ۱۹۸۹) بازیکن هاکی روی چمن زن اهل آلمان است.